# Żyszczynci
Żyszczynci (ukr. Жищинці) – wieś na Ukrainie, w obwodzie chmielnickim, w rejonie chmielnickim, w hromadzie Gródek. W 2001 roku liczyła 1087 mieszkańców.
W pobliżu znajduje się przystanek kolejowy Żyszczenci, położony na linii Jarmolińce – Husiatyn.